# Mikaël Drouard
Pour les articles homonymes, voir Drouard.
Pas d'image ? Cliquez ici

a Compétitions nationales et continentales officielles uniquement.

b Matchs officiels uniquement.
Dernière mise à jour le 25 juin 2025.
Mikaël Drouard, né le 6 janvier 1987 à Dax (Landes), est un joueur français de rugby à XV évoluant au poste de centre.

## Biographie

### Carrière de joueur

#### Jeunesse et formation
Drouard naît le 6 janvier 1987 à Dax. Il grandit à Biscarrosse, dans les Landes. Il évolue avec l'US Dax jusqu'en juniors, puis rejoint la Section paloise en 2005, alors en Top 14. Il évolue tout d'abord au centre de formation du club béarnais.

#### Section paloise
Mikaël Drouard débute en débute en équipe première face à l'Aviron bayonnais le 1er août 2005.
En 2006, Drouard remporte la Coupe René Crabos face au Club sportif Bourgoin-Jallieu en 2006, aux côtés de Clément Darbo, Lionel Campergue, Julien Fumat, Julien Dumora ou encore Jonathan Elgoyhen et Sébastien Torresin sous le management de Joël Rey et Thierry Ducès. Il inscrit un essai en finale. 
Cette même année, il signe un contrat espoir avec la Section paloise, en même temps que Clément Darbo. La Section évolue en Pro D2 à partir de la saison 2006-2007, secouée par des crises internes. Drouard est désormais incorporé dans la rotation.
Drouard fait partie de l'effectif palois qui échoue à deux reprises en finales d'accession de Pro D2, en 2012-2013 face au CA Brive et en 2013-2014 face au Stade rochelais.
Après 177 matchs de Pro D2, Drouard quitte les sectionnistes au lendemain du titre de Pro D2 2014-2015. Il part du club après avoir accompli sa mission : aider l'équipe béarnaise à retrouver sa place dans l'élite du rugby français.

#### USO Nevers
A Nevers, Mikaël Drouard retrouve un autre ancien sectionniste, Geoffrey Lanne-Petit. Drouard met un terme à sa carrière professionnelle à l'issue de la saison 2016-2017, qui voit Nevers promu en Pro D2. 

#### US Morlàas
Drouard signe ensuite à l'US Morlaàs en Fédérale 2, club où il retrouve André Hough et Julien Jacquot et également Geoffrey Lanne-Petit.

### Carrière d'entraîneur
En août 2017, Mikaël Drouard fait son retour à la Section paloise pour prendre en charge l'entraînement des cadets du club béarnais tout en poursuivant son parcours pour obtenir son diplôme d'entraîneur. 
Mikaël Drouard intègre ensuite le staff de Sébastien Piqueronies, devenant entraîneur au centre de formation de la Section paloise. Il retrouve ainsi Geoffrey Lanne-Petit. 
Drouard est notamment entraîneur principal de l'équipe Espoirs.
En 2025, il prend la tête du Football Club oloronais.

## Carrière

### En club
- US Dax jusqu'en 2005
- Section paloise de 2005 à 2015
- USON Nevers de 2015 à 2017

### En sélection nationale
- International -18 ans (4 sélections en 2005, contre le pays de Galles, l'Écosse, l'Angleterre et l'Irlande).[réf. nécessaire]
- International -19 ans (participation au championnat du monde 2006 à Dubaï, 1 sélection)[1].